# April 2023
Dit artikel geeft een chronologisch overzicht van de belangrijkste gebeurtenissen per dag in de maand april van het jaar 2023.

## Gebeurtenissen

### 1 april
- Rusland wordt voor een maand voorzitter van de VN-Veiligheidsraad, ondanks felle protesten hiertegen vanuit met name Oekraïne (vanwege de Russische invasie).[1]
- In de Zuidelijke Verenigde Staten en het Midden-Westen vallen bij elkaar zeker 32 doden door een reeks van meer dan 50 tornado's.[2]

### 4 april

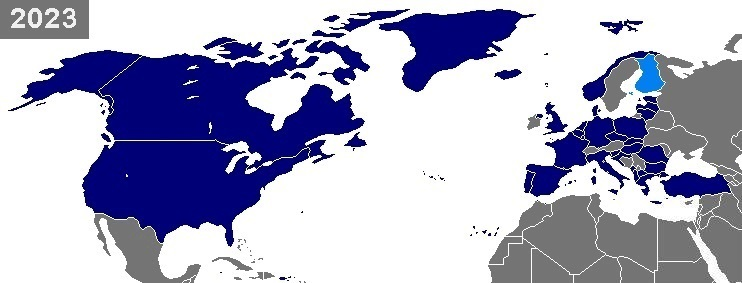
4 april - Finland wordt lid van de NAVO

- Finland treedt toe tot de NAVO, als 31e lidstaat.[3]
- Bij Voorschoten vindt een treinongeval plaats waarbij een kleine bouwkraan, een nachtintercity van NS en een goederentrein betrokken zijn. Er vallen negentien gewonden en één dode, de bestuurder van de bouwkraan. (Lees verder)
- De Amerikaanse oud-president Donald Trump moet voor het New York Supreme Court verschijnen, op verdenking van 34 strafbare feiten.[4]

### 8 april
- Bij twee aanslagen in de regio Sahel in het noorden van Burkina Faso vallen minstens 44 burgerdoden.[5]

### 10 april
- Herdenking van het 25-jarig jubileum van het Goedevrijdagakkoord in Noord-Ierland.

### 14 april
- De Europese ruimtesonde JUICE vertrekt vanaf Frans-Guyana voor een reis naar de Galileïsche manen van Jupiter, om daar naar mogelijke sporen van leven te zoeken.

### 15 april
- In Soedan breekt een gewelddadig conflict uit tussen de Soedanese Volkskrijgsmacht onder de leiding van Abdel Fattah al-Burhan en de Soedanese Rapid Support Forces onder leiding van Mohamed Hamdan Dagalo, rond de hoofdstad Khartoem en in de regio van Darfur.[6][7]

### 16 april
- Minstens 40 personen (6 soldaten en 34 leden van de Vrijwilligers voor de Verdediging van het Vaderland) worden gedood bij een aanval op een militaire eenheid nabij Ouahigouya, in het noordoosten van Burkina Faso.[8]

### 19 april
- Minstens 78 personen komen om en meer dan 300 raken gewond nadat paniek uitbreekt tijdens een liefdadigheidsactie in de Jemenitische hoofdstad Sanaa.[9]

## Overleden
<< · januari · februari · maart · april · mei · juni · juli · augustus · september · oktober · november · december · >>